# Cadmus et Hermione
Cadmus et Hermione (LWV 49) je opera Jeana-Baptisty Lullyho z roku 1673 na námět z řecké mytologie, jejímiž hlavními hrdiny jsou syn sidonského krále Agénóra a zakladatel města Théby Cadmus (řecky Κάδμος, latinsky Cadmus, česky Kadmos) a jeho žena Hermione (řecky Αρμονία, česky Harmonia). Toto dílo je považováno za první francouzskou operu. Opera měla premiéru 27. dubna 1673 v Národní opeře v Paříži.

## Inscenační historie
Lully uvedl Kadma a Hermionu dvakrát přímo u dvora Ludvíka XIV., totiž v červenci 1674 v zahradách zámku ve Versailles a v roce 1678 v královském paláci v Saint-Germain-en-Laye. V sídle Královské hudební akademie, v Théâtre du Palais-Royal, byla inscenace této opery obnovena v letech 1674, 1679, 1690 (v této inscenaci debutovala jako Pallas proslulá zpěvačka Julie d'Aubigny, známá pod jménem Mademoiselle de Maupin), 1691, 1703, 1711 a naposledy v srpnu roku 1737. Při příležitosti této poslední inscenace vznikla parodie opery pod jménem Pierrot Cadmus od Denise Caroleta, kterou hrálo divadlo na Vavřineckém trhu (théâtre de la Foire St-Laurent).
Cadmus et Hermione byla první a jediná Lullyho opera, která se v baroku hrála ve Velké Británii; 11. března 1686 ji tam přivezla francouzská společnost a představení mělo úspěch, hudbou se inspiroval i Henry Purcell. Jinak se tato opera rozšířila ve Francii i mimo ni mnohem méně než některé pozdější Lullyho opery. Pokud jde o francouzská mimopařížská divadla, je vedle provedení v Lyonu (1691) doložena nedatovaným libretem jen inscenace v Rennes. Podle zachované partitury s poznámkami se ještě před rokem 1686 hrála v markrabské rezidenci v Ansbachu.V roce 1687 se hrála rovněž v Amsterdamu; inscenace v Gentu roku 1679 a v Bruselu roku 1683 nejsou jednoznačně doloženy, s jistotou se však hrála v Bruselu (Théâtre de la Monnaie) v listopadu roku 1734.
Na své vzkříšení v nové době čekala tato první francouzská tragédie lyrique déle než většina ostatních Lullyho oper. První novodobé ztvárnění připravila amatérská operní společnost Opera Integra v londýnském „The Actor's Church“ svatého Pavla u Covent Garden, a to 7.–8. července 1977. I další provedení proběhlo jen ve skromné scénické výpravě, jednalo se však již o profesionální nastudování a připravil je soubor Académie baroque européenne s dirigentem Christophem Roussetem a souborem mladých zpěváků pro Festival d'Ambronay roku 2001. Premiéra se konala 5. října 2001 a soubor operu následně představil i v divadlech v Dijonu, Avignonu, Toulouse, Remeši, Besançonu, Versailles, Ženevě a koncertně i v Palais des Beaux-Arts v Bruselu.
Větší ohlas měla inscenace, kterou připravily v koprodukci Théâtre national de l'Opéra-Comique a Opéra de Rouen v lednu a únoru 2008. Soubor Le Poème Harmonique s dirigentem Vincentem Dumestrem, režiséři Benjamin Lazar a Louise Moatyová, choreografka Gudrun Skamletzová, scénografka Adeline Caronová a kostýmér Alain Blanchot se pokusili o co nejautentičtější provedení od hudební stránky přes historickou výslovnost, herecký výraz a choreografii, barokní scénu, divadelní stroje a kostýmy až po osvětlení výlučně svícemi. Tato inscenace hostovala v roce 2009 v divadlech v Aix-en-Provence, Caen a Lucemburku a v roce 2010 byla opět uvedena v Opéra-Comique a v Rouenu. Existuje z ní komerčně dostupný DVD záznam.

## Osoby
- Palès (soprán)
- Mélisse (soprán)
- Pan (bas)
- Archas (tenor)
- Závist (Envie) (tenor)
- Slunce (Soleil, Hélios)(tenor)
- Cadmus (bas)
- dvě týrká knížata (tenoři)
- Arbas (bas)
- Hermione (soprán)
- Charité (soprán)
- Aglante (soprán)
- kojná (tenor)
- Dva Afričané (tenoři)
- drak (bas)
- Jupiter (bas)
- Juno (Junon) (soprán)
- Pallas (soprán)
- Amor (Amour) (soprán)
- Mars (bas)
- Venuše (Vénus) (soprán)
- Hymen (tenor)
- Martův velekněz (bas)
- Echion (tenor)

## Děj opery

### Prolog
(Krásný den, na scéně je sad s rozkvetlými stromy) Pales a Melissa volají pastýře a nymfy, kteří postupně přicházejí a nabádají je, aby neztráceli jediný okamžik (Ne perdons pas un seul moment), a radovali se z krásného dne (D'un jour si doux et si charmant). Pastýři a nymfy se spolu s nimi dávají do zpěvu. Na scénu přichází Pan, spolu se satyry, hraje na dudy a přidává se k Pales a Melisse, aby se spolu s nimi radoval a oslavil Hélia, boha Slunce, díky kterému je tak krásný den.
Najednou se však zatmí a země se začne otřásat (Quel désordre soudain! quel bruit affreux redoutable!). Skála se otevírá a na scéně se objevuje Závist (L'Envie) a všichni ostatní utíkají pryč. L'Envie přivolá i větrného hada Pythona, kterého však zasáhne ohnivý šíp a bůh Slunce zažene Závist pryč.
Opět přicházejí Pales a Mellisa, spolu s Panem a radují se z vítězství Slunce (Pan: Le Monstre est mort, l'orage cesse, Le soleil est vainqueur.). Slunce se objevuje ve svém voze, a nabádá všechny k tomu, aby si užívali krásného dne. Slunce stoupá na oblohu a pastýři a nymfy se dávají do tance a zpívají (Profitons des beaux jours). K shromáždění se připojuje Arkas a následně celá oslava dne končí.

### 1. dějství
(Zahrada v Bojótii) Týrský princ Cadmus se před dvěma léty vydal hledat svou unesenou sestru Europu, ale dosud ji nenašel. Nyní se zdržuje v Bojótii. Dvě týrská knížata z jeho doprovodu se jej snaží přesvědčit, aby se vrátil do své mocné vlasti, která naň toužebně čeká. Cadmus se ale vymlouvá na věštbu bohů, které jej nutí zůstat na místě. Týrská knížata však nadhazují myšlenku, že Cadmus zůstává v Bojótii, protože se zamiloval do Hermiony, a princ je to nucen přiznat. Hermiona je dcerou boha Marta a bohyně Venuše, ale její otec ji zaslíbil svému příbuznému, vládci obrů, který krutě panuje zdejší zemi a drží Hermionu prakticky v zajetí. Týrská knížata Cadma varují před tím, aby si dělal na Hermionu naděje, protože bohové jistě nedovolí její sňatek se smrtelníkem, ale Cadmus je pro ni ochoten i zemřít.
Momentálně však očekává dva Afričany, které si přivezl z cest: princezna si přeje vidět jejich tanec a Cadmus toho chce využít, aby se s ní mohl setkat. Přivádí je Cadmův pomocník Arbas, avšak s nepříjemnou zprávou: vládce obrů chce, aby se tance zúčastnili i jeho obří, a jeho příkazům je nemožné se vzepřít (árie Arbase Ces grands hommes pleins de chimères). Arbas vypráví, jak za to obra zasypal urážkami. Cadmus mu to vyčítá: Arbas je jen služebník a obr je král, navíc je třeba ho uklidnit už kvůli Hermioně. cadmus jde připravit tanec a Arbasovi radí, aby se obrovi raději klidil z očí, ale ten se nebojí: své urážky vyslovil tak tiše, že je obr jistě neslyšel (árie Arbase Non, nous n'aurons point de bruit).
Přichází Hermiona, obdivuje nádhernou krajinu, ale lituje svého zajetí. Cítí, že její srdce je přesto plné lásky (árie Cet aimable séjour). Její družky Aglante a Charité přizvukují, že není nic nad lásku a že se jí nedá uniknout (árie Aglante On a beau fuir l'amour a árie Charité La peine d'aimer est charmante). Kojná suše připomíná princezně, že je z vůle bohů zasnoubena s obrem: „Všichni Vás litují, ale nikdo Vám nespěchá pomoci“. Hermiona je rozladěna řečmi kojné i zprávou, že se nadcházející zábavy mají účastnit i obři.
Arbas přivádí Afričany, kteří tancují chaconne; mezi ně se vmísí čtyři obři. Do tance a zpěvu se zapojuje i Arbas (tercet Arbase a dvou Afričanů Suivons, suivons l'amour). Vládce obrů sedí po boku Hermiony a nespustí ji z očí. Když tanec skončí a Hermiona skončí, připomíná jí, že se má stát jeho ženou z vůle Marta, svého otce (árie obra Il faut que votre destinée). Ale Hermiona jej nedbá a doufá v přízeň své matky Venuše a bratra Amora. Obr ji s výhrůžkami pronásleduje, zato Cadmus po straně soptí a rozhoduje se, že se musí obrovi postavit. Týrská knížata jej od toho zrazují. Protože to nestačí, objeví se na svém voze Juno – Martova matka – a chce Cadmovi bránit v pomstě obrovi. Než domluví, objeví se rovněž na svém voze bohyně Pallas slibuje Cadmovi přízeň svou i svého otce Jupitera. Zatímco se bohyně pouštějí do hádky, zmatený Cadmus se nechá vést třetím bohem, totiž Amorem. Bohyně přerušují rozepři a odlétají za Cadmem, jedna s výhrůžkami, druhá s povzbuzeními.

### 2. dějství
(Palác) Arbas oznamuje Charité, že Cadmus je odhodlán porazit svého soka; řekl to přímo obrovi a ten se mu vysmál. Nyní musí Cadmus zabít draka patřícího Martovi a strážícího sídlo obrů – a Arbas ho musí následovat. Hořce se loučí se svou milovanou Charité (árie En te voyant, belle Charité). Charité odmítá kvůli tomu ztratit svou dobrou náladu a Arbasovo hořekování kontrastuje s její bezstarostností (árie Charité Puisqu'enfin pour te satisfaire, árie Arbase C'est trop railler de mon martyre a duet Guéri-toi, si tu peux).
Zatímco Charité je v citech k Arbasovi vlažná, kojná jej miluje o to vášnivěji. Arbasovi se před ní podaří prchnout po výměně jen pár slov a rozzlobená kojná mu přeje, aby ho zadávil drak. Pak obrací svůj hněv vůči Charité, již obviňuje z nevycválanosti (árie kojné Ah! vraiment je vous trouve bonne!). Charité ochotně připouští, že je příliš mladá, ale nepovažuje to za nedostatek (árie Je suis jeune, je le confesse).
Svou hádku obě ukončí a vyklidí pole, když vidí, že se blíží Cadmus a Hermione. Ti se srdceryvně loučí: Cadmus je rozhodnut poslechnout Amorovy výzvy a bojovat s drakem, i kdyby měl zemřít, zatímco Hermione se jej snaží od tohoto úmyslu odvrátit, protože si přeje, aby zůstal naživu (recitativ Je vais partir, belle Hermione a duet Au nom des plus beaux nœuds).
Po Cadmově odchodu se Hermione obrací se žalostným nářkem o pomoc na Amora (árie Amour, voi quels maux tu nous faits). Amor sestupuje na oblaku a snaží se Hermionu rozptýlit tím, že oživí zlaté sochy, jež sestoupí s podstavců a dávají se do tance spolu s malými amorky (tanec soch a árie Amora Cessez de vous plaindre). Hermione se však touto podívanou nedá utěšit a vyzývá Amora, aby šel raději na pomoc Cadmovi. Amor rezignovaně odlétá.

### 3. dějství
(Poušť s dračí slují) Týrská knížata si dobírají Arbase, že se bojí Martova draka. Arbas zapírá, ale bledost a třas jej prozrazují; nakonec všichni tři zlořečí Amorovi, který přináší tolik útrap (árie Arbase Que maudit soit l'Amour funeste a tercet Gardons-nous bien d'avoir envie). Pak Arbas a dva Afričané připravují oběť, kterou chce Cadmus uchystat na usmíření boha Marta (recitativ Arbase Acquittons-nous des soins où Cadmus nous engage). Ze sluje vyleze drak, odvleče oba Afričany a sežere je. Vyděšený Arbas to líčí Cadmovi; ten se dává do boje s drakem, zatímco Arbas zpovzdálí sleduje.
Cadmus nakonec draka v zápase zabije a jde sezvat lidi k připravovanému obětnímu obřadu. Arbas dá drakovi poslední rány a vracející se týrská knížata jej naleznou ve vítězném postoji nad dračí mrtvolou. Arbas jim vypráví, jak s Cadmem draka porazili. Když knížata litují, že nemohli být nápomocni, vysmívá se jim Arbas, že jsou hrdiny po bitvě (árie Tous ces chagrins, tous ces regrets).
S tancem a zpěvem přicházejí obětníci nesoucí obětiny a trofeje na Martův oltář; začíná obřad (scéna obřadu se zpěvy velekněze a sboru O Mars! ô toi qui peut… Mars redoutable! ... O Mars! ô Mars! ô Mars!). Avšak Mars se objeví na svém bojovém voze s poselstvím, že jeho hněv nemůže Cadmus usmířit oběťmi, ale jen hrdinskými činy (recitativ Marta C'est vainement que l'on espère). Povolává čtyři Lítice, které oltář i obětiny rozmetají. Všichni se rozprchnou.

### 4. dějství
(Martovo pole) Cadmus přivádí Arbase na Martovo pole. Na radu Pallas má rozesít chrup zabitého draka, z něhož se mají zrodit bojechtiví vojáci. Arbas jej varuje před nebezpečným pokusem. Cadmus ho posílá pryč, aby vyřídil Hermioně jeho poslední pozdravy, pokud by nepřežil. Na zářícím oblaku se snese Amor a přináší Cadmovi granátové jablko vytvořené Jupiterem. Poučuje Cadma o moci, kterou mají společně odvaha a láska (duet Cadma a Amora Il faut faire voir en ce jour). Cadmus zaseje zuby, a když z nich vzrostou vojáci, hodí mezi ně granátové jablko. Tím mezi nimi vyvolá potyčku a vojáci se navzájem zabíjej, dokud jich nezbude jen pět (balet). Poslední bojovníci pak složí zbraně Cadmovi k nohám.
Cadmus je posílá, aby se poklonili Hermioně. On sám se musí ještě utkat s vládcem obrů, který jej právě vyhledal. Obr se snaží Cadma přesvědčit, že nemá naději na vítězství. Když však Cadmus trvá na souboji, přizve si na něj vládce obrů další tři obry. Než se stačí na Cadma vrhnout a než ten stačí vytasit meč, přiletí Pallas na hřbetě sovy, nařídí Cadmovi, aby zavřel oči, a vytáhne svůj štít. Obrové na něj pohlédnou a zkamení.
Cadmus bohyni děkuje, a již přichází Hermione se svým doprovodem. Milenci se domnívají, že jejich lásce již nic nestojí v cestě (duet Que c'est un charmant avantage). Zapomněli však na nepřátelskou a žárlivou Junonu, kterou ještě více rozzlobila pozornost, již páru věnoval její choť Jupiter. Na její pokyn odnáší Iris Hermionu na pásu duhy.

### 5. dějství
(Palác, který pro Cadma postavila Pallas) Cadmus naříká nad ztrátou Hermiony (árie Belle Hermione, hélas! puis-je être heureux sans vous?). Neprodleně se objeví Pallas na oblaku se šťastnou zprávou: Jupiter a Juno se usmířili. Nebesa se otevřou a všichni bohové sestupují na zem. Usazena na trůně se snáší i Hermione a na druhém trůně sestupuje bůh sňatku Hymen, který přenechá své místo Cadmovi. Zpěvem a tancem bohové oslavují hrdinný pár (sbor Après un sort si rigoureux). Hymén spojuje ruce snoubenců a vyzývá k započetí hostiny (árie Venez, dieu des festins), již připravují bůh Comus a jeho pomocníci (balet).
Arbas a kojná nakonec v sobě nacházejí nejlepší protějšky a s chutí se zapojují do všeobecného veselí (duet Serons-nous dans le silence), tančí se gavota a poté menuet. Charité k němu zpívá o lásce, která působí strasti, ale bez níž nemá život žádnou krásu (árie Amants, aimez vos chaînes). Reprízou sboru (Après un sort si rigoureux) svatební slavnost i opera končí.

## Nahrávky
- 2008 (DVD, Alpha, záznam inscenace z Opéra-Comique) Hrají a zpívají André Morsch (Cadmus), Claire Lefilliâtre (Hermione), Isabelle Druet (Charité, Mélisse), Camille Poul (Amor, Palès), Arnaud Marzorati (Arbas, Pan), Jean-François Lombard (kojná, polní božstvo), Arnaud Richard (drak, Mars), David Ghilardi (Slunce, první týrský kníže), Geoffroy Buffière (velekněz, Jupiter), Romain Champion (první Afričan, Závist), Vincent Vantyghem (druhý týrský kníže), Luanda Siqueira (Junon, Aglante), Eugénie Warnier (Pallas), Anthony Lopapa (druhý Afričan), Jerœn Bredelwold (Echion), Elodie Fonnard (Hymen), Hélène Richer (Venuše). Sbor a orchestr Poème Harmonique diriguje Vincent Dumestre. Divadelní režie Benjamin Lazar et Louise Moaty, filmová režie Martin Fraudreau, choregrafie Gudrun Skamletz, výprava Adeline Caron, kostýmy Alain Blanchot, osvětlení Christophe Naillet.